# 13 листопада
13 листопада — 317-й день року (318-й у високосні роки) у григоріанському календарі. До кінця року залишається 48 днів.

## Свята і пам'ятні дні

### Міжнародні
- Всесвітній день доброти
- Міжнародний день сліпих

### Національні
- Грузія: День пам'яті 100 тисяч мучеників.
- Еквадор: Національний день освіти. (заснований Національним декретом № 3290 від 7 листопада 2002 року)
- Аргентина: Національний день думки.  (Día del Pensamiento Nacional офіційно з 2003 року)
- Панама: День журналістів. (Día del Periodista. 1918)

### Релігійні
Православна церква:
 Католицька церква:
 Індуїзм:
 Бахаїзм:

## Іменини
✙ Православні:
✝  Католицькі:

## Події
- 1851 — уведена в дію Миколаївська залізниця.
- 1918 — уряд Гетьмана Павла Скоропадського звільняє з в'язниці Симона Петлюру, який одразу поїхав до Білої Церкви організовувати повстання проти Скоропадського.
- 1918 — розпочалося таємне засідання Української національної спілки, на якому створено Директорію УНР — найвищий орган державної влади.
- 1918 — У Львові Українська національна рада ухвалила тимчасовий основний закон, яким проголошено Західноукраїнську Народну Республіку.
- 1918 — Рада народних комісарів РСФРР в одностороньому порядку анулювала Берестейський мир.
- 1945 — у Франції Шарля де Голля обрано головою Тимчасового уряду.
- 1956 — Стала до ладу найбільша в Європі нова мартенівська піч № 8 на металургійному заводі ім. Ворошилова у Ворошиловську.
- 1971 — виведений на орбіту навколо Марса перший міжпланетний космічний апарат, перший штучний супутник Марса («Марінер-9», США).
- 1980 — американський космічний апарат «Вояджер-1» передав на Землю перші фотографії Сатурна великим планом.
- 1994 — за результатами референдуму Швеція вступила до ЄС.
- 1997 — відбулося перше в історії засідання Центральної виборчої комісії України (цей день вважають датою створення ЦВК України).
- 2007 — Європарламент дав згоду на набуття чинності угод Євросоюзу з Україною про спрощення візового режиму та реадмісію.
- 2015 — Терористичні акти в Парижі 13 листопада 2015.
- 2015 — Міжнародна асоціація легкоатлетичних федерацій дискваліфікувала Росію — зупинила участь Всеросійської федерації легкої атлетики у всіх міжнародних змаганнях на невизначений час через систематичні зловживання допінгом.

## Народились
Дивись також Категорія:Народились 13 листопада
- 1850 — Роберт Стівенсон, британський письменник.
- 1858 — Михайло Коновалов, хімік-органік, професор Київського політехнічного інституту, з 1902 по 1904 рр. — його директор. Автор класичних досліджень з теорії і техніки нітрування насичених вуглеводнів.
- 1869 — Олександр Черняхівський, український громадський діяч, лікар-гістолог.
- 1889 — Остап Вишня (Павло Михайлович Губенко), український письменник, автор понад 150 книжок гуморесок, фейлетонів, сатиричних мініатюр, старшина Армії УНР. Жертва більшовицького режиму.
- 1913 — Герман Жуковський, український композитор, педагог, народний артист УРСР. Автор 9 опер («Від щирого серця», «Перша весна»); балетів («Лісова пісня», «Дівчина і Смерть»).
- 1937 — Остап Кіндрачук, український кобзар, бандурист з Ялти, кримський українець.
- 1943 — Мустафа Джемілєв, український політик, лідер кримськотатарського народу (багаторічний голова меджлісу).
- 1940 — Ігор Скрипник, академік-секретар Відділення математики НАН України, директор Інституту прикладної математики і механіки НАН України, провідний фахівець у світі в галузі усереднення нелінійних еліптичних і параболічних рівнянь, кавалер орденів Дружби народів (1986), Ярослава Мудрого V ступеня (2003), автор понад 170 наукових праць.
- 1941 — Наков Андрій Борисович (фр. Andréi Nakov), французький мистецтвознавець, історик мистецтва, куратор болгарського походження. Спеціаліст з авангарду, дадаїзму, сучасного мистецтва. Ввів у вжиток поняття «Український авангард» для виставки «Tatlin's dream», улаштованої у Лондоні 1973 року.

## Померли

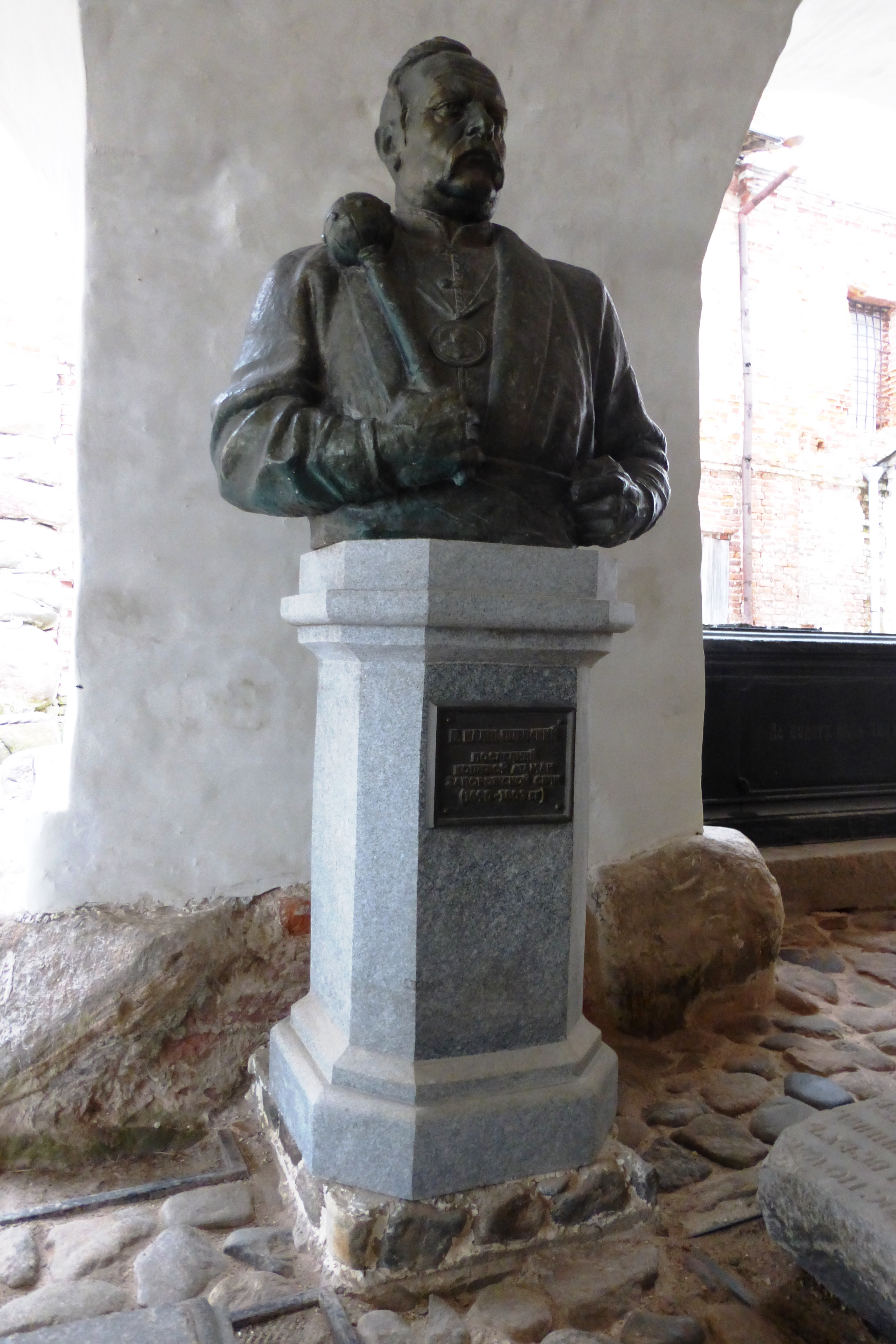
Петро Калнишевський

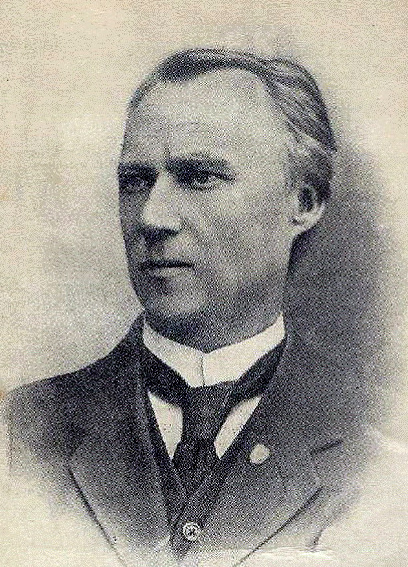
Іван Липа

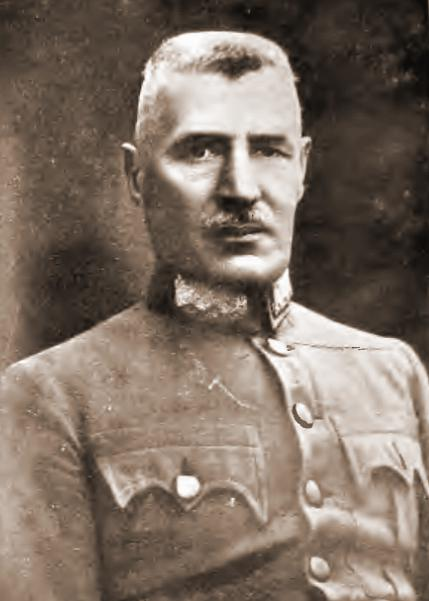
Антін Кравс

Олександр Луцький

Дивись також Категорія:Померли 13 листопада
- 1619 — Лодовіко Каррачі, італійський живописець, гравер і скульптор.

- 1803 — Петро Калнишевський, останній кошовий отаман Запорозької Січі у 1762 та 1765–1775 роках.
- 1862 — Людвіг Уланд, німецький поет і літературознавець.
- 1868 — Джоаккіно Антоніо Россіні, італійський композитор.

- 1923 — Іван Липа, український громадсько-політичний діяч, письменник, лікар. Батько Юрія Липи. Один із засновників Братства Тарасівців.

- 1945 — Антін Кравс, український військовий діяч, генерал-четар УГА.

- 1946 — Олександр Луцький, організатор і командир УПА Галичини (УНС, далі — УПА-Захід, УПА-Захід-Карпати).
- 1974 — Вітторіо Де Сіка, італійський кінорежисер та актор, один з видатних діячів італійського та світового кіно.
- 1984 — Сергій Івченко, український ботанік. Доктор біологічних наук.
- 2002 — Хуан-Альберто Скьяффіно, уругвайський та італійський футболіст. Чемпіон світу.
- 2010 — Елан Сендидж, американський астроном.
- 2014 — Александр Гротендік, французький математик німецького походження.